# Isa
Isa е осми студиен албум на норвежката блек метъл група Enslaved. Издаден е на 1 ноември 2004 г. от Candlelight Records.
Някои сегменти от песните продължават в друга песен, като по-голямата част от композициите са съставени от множество превключвания.

## Състав
- Грутле Кялсон – груби вокали и бас
- Ивар Бьорнсон – китара
- Арве Исдал – китара
- Като Бекеволд – барабани
- Хербранд Ларсен – клавири, пиано, чисти вокали

### Допълнителен персонал
- Абат Дуум Окулта – беквокали в „Lunar Force“
- Ноктурно Култо – допълнителни вокали в „Isa“ и „Bounded by Allegiance“

## Песни
| 1.    | Intro: Green Reflection    | 0:51  |
| 2.    | Lunar Force                | 7:03  |
| 3.    | Isa                        | 3:46  |
| 4.    | Ascension                  | 6:45  |
| 5.    | Bounded by Allegiance      | 6:38  |
| 6.    | Violet Dawning             | 3:49  |
| 7.    | Return to Yggdrasill       | 5:39  |
| 8.    | Secrets of the Flesh       | 3:36  |
| 9.    | Neogenesis                 | 11:58 |
| 10.   | Outro: Communion (excerpt) | 0:56  |
| 51:01 |                            |       |